# Coris latifasciata
Coris latifasciata Randall, 2013 è un pesce di acqua salata appartenente alla famiglia Labridae.

## Distribuzione e habitat
Proviene dalle barriere coralline delle zone tropicali dell'oceano Indiano, in particolare delle isole Chagos e Maldive. Di solito nuota tra i 10 e i 28 m di profondità.

## Descrizione
È una specie di piccole dimensioni; la lunghezza massima registrata è di 9,4 cm. Somiglia moltissimo a C. batuensis, di cui era considerata un sinonimo, e dalla quale si distingue per l'areale e le dimensioni solitamente minori. Presenta un corpo compresso lateralmente e allungato, con la testa dal profilo abbastanza appuntito. I giovani hanno una striatura scura sulla testa e una colorazione verdastra a puntini rossastri, a volte tendente al blu. Gli adulti sono prevalentemente grigio-azzurro con delle striature verticali arancioni abbastanza ampie sul dorso. Sulla pinna dorsale sono presenti delle macchie nere.

## Biologia
Sconosciuta, ma molto probabilmente simile a C. batuensis.